# Federico Jarach
Federico Jarach (Torino, 23 giugno 1874 – Milano, 24 ottobre 1951) è stato un imprenditore italiano.

## Biografia
Figlio di Moise Jarach e Emma Tedeschi, fu iscritto all'età di 11 anni al collegio militare di Milano, il convitto Longone, probabilmente per il suo carattere molto vivace.
Nel 1888 all'età di 14 anni entrò nell'Accademia Navale di Livorno e nell'autunno 1893 entrò in servizio con il grado di Guardiamarina. Nel 1894 fu imbarcato sulla Cristoforo Colombo per una crociera di 26 mesi intorno al mondo, a cui partecipò in forma ufficiale il Duca degli Abruzzi, anch'egli uscito dall'Accademia Navale di Livorno.
Poco dopo la conclusione della crociera, ottenuto il grado di tenente di vascello, si sposò nel 1899 con Giorgina Rignano di Livorno e decise di abbandonare la Marina per stare vicino alla moglie.
Dal matrimonio con Giorgina Rignano nacquero quattro figli: nel 1901 la primogenita Emma, nel 1902 Lea (sposatasi con Bruno Pontremoli, figlio di Pio Pontremoli), nel 1905 Guido e, infine, nel 1910 Renato.
Si trasferì a Milano nel 1901 e si iscrisse al Politecnico. Nel 1906 decise di creare una piccola fonderia di ghisa, ottone e altri metalli, la Ditta Agrati-Jarach & C. Nel 1906 la società fu messa in liquidazione e Jarach diede vita ad una nuova società nel settore meccanico-metallurgico, la Società anonima di industrie meccaniche Pellegrini-Jarach, di cui fu nominato amministratore delegato.
Nel 1907 Jarach diede vita ad una nuova società, la Società anonima Robinetterie Riunite, che lo avrebbe accompagnato per il resto della vita. La fabbrica era ubicata in via Solari 69 a Milano, una zona allora industriale a causa della vicinanza con il nuovo scalo di Porta Genova.
Negli anni precedenti alla prima guerra mondiale la società aumentò il proprio giro d'affari e estese la produzione agli impianti sanitari, di illuminazione e di riscaldamento.
Nel 1912, in occasione della guerra italo-turca, Jarach fu richiamato alle armi in Marina, dove ottenne la promozione a Capitano di Corvetta. da cui gli derivò l'appellativo di “Comandante” che si adattava bene al suo carattere forte e decisionista e al suo piglio autoritario, al quale si accompagnava una reale autorevolezza.
Finito il periodo militare, Jarach partecipò al congresso indetto a Roma dall'Associazione tra le società italiane per azioni e fu nominato nel 1913 membro del Comitato Nazionale per le tariffe doganali e i trattati di commercio.
Con l'entrata dell'Italia in guerra le Robinetterie Riunite beneficiarono delle commesse belliche fabbricando spolette e inneschi, giungendo ad impiegare 1600 operai a ciclo continuo, con una notevole conflittualità tra maestranze e impresa. Anche i capannoni furono ampliati.
Dopo la guerra Jarach divenne una figura centrale all'interno delle organizzazioni degli industriali: fu tra i firmatari del contratto collettivo dei lavoratori metallurgici del 1919 e del concordato del 1920 che siglò la conclusione dell'occupazione delle fabbriche. Fu vicepresidente del Consorzio lombardo fra gli industriali metallurgici e meccanici e dell'Associazione Nazionale tra gli Industriali Meccanici e Affini (ANIMA). Con la creazione della Confindustria del 1919 entrò a far parte della sezione sindacale e divenne presidente della Federazione Nazionale dell'Industria Meccanica e Metallurgica (FNSIM), carica che mantenne fino al 1933.
Jarach non fu tra i fascisti della prima ora e si iscrisse al Partito Nazionale Fascista solo il 1º gennaio 1926, dopo la firma il 2 ottobre del 1925 del patto di Palazzo Vidoni, con il quale la Confindustria e le Confederazioni delle corporazioni fasciste si riconoscevano a vicenda la rappresentanza esclusiva degli industriali e dei lavoratori. In quel periodo la Confindustria assunse la denominazione di Confederazione nazionale fascista dell'industria italiana.
Tra i 1923 ed il 1925 Jarach fu assessore alle finanze del Comune di Milano, eletto consigliere comunale il 10 dicembre 1922 in una coalizione di destra, il Blocco nazionale, che raggruppava fascisti, nazionalisti, popolari, liberali, democratici ed il partito economico, dopo otto anni di amministrazioni socialiste. Il Sindaco era il ginecologo senatore Luigi Mangiagalli.
L'obiettivo era il risanamento delle finanze comunali tramite l'aumento delle tasse e la razionalizzazione delle spese. In quel periodo fu approvata l'aggregazione di 11 Comuni limitrofi per aumentare il numero dei contribuenti e le entrate del dazio.
Nel 1934 fu nominato membro del Consiglio delle Corporazioni della Metallurgia e della Meccanica ma diminuì negli anni Trenta il suo rilievo come rappresentante degli interessi del mondo industriale.
Jarach fu eletto presidente della Comunità ebraica di Milano nel 1931 e mantenne l'incarico per un decennio. Dal 1933 si impegnò anche nell'assistenza degli ebrei profughi dalla Germania nazista fondando il Comitato di Assistenza per gli Ebrei profughi dalla Germania, di cui divenne presidente. Nel 1937 fu eletto presidente dell'Unione delle Comunità Israelitiche Italiane.
La campagna antisemita del governo fascista del 1938 colse di sorpresa gran parte degli ebrei italiani. Jarach e i suoi colleghi dell'Unione ritennero che un atteggiamento remissivo e fedele al fascismo potesse bloccare o mitigare le leggi razziali fasciste. Per tutto il 1939 l'Unione temporeggiò e si limitò a presentare timide richieste in difesa degli ebrei.
Il Comitato di Assistenza per gli Ebrei profughi dalla Germania, che nel 1938 dopo le leggi razziali aveva assunto il nome di Comitato di Assistenza per gli Ebrei in Italia (COMASEBIT), fu sciolto dalla Questura di Milano il 15 agosto 1939 ferendo profondamente Jarach, che su dimise dalla presidenza dell'Unione, ritenendo di non essere in grado di tutelare gli interessi degli ebrei italiani.
Nella difficile situazione per gli ebrei italiani Jarach decise comunque di non lasciare l'Italia, continuando a sentirsi cittadino italiano e ufficiale della Marina, da cui fu comunque allontanato dai ruoli dal 1º gennaio 1939.
In seguito alle leggi razziali decise di vendere l'azienda di famiglia, le Robinetterie Riunite, di cui non poteva più essere proprietario o gestore. Si rivolse al presidente della Edison, Giacinto Motta, che accettò la proposta di acquistare l'azienda, promettendo anche di restituirla alla famiglia quando le circostanze eccezionali fossero rientrate. L'azienda fu pertanto venduta alla Metallurgica Ossolana del gruppo Edison per un prezzo non particolarmente vantaggioso.
Ceduta l'azienda, Jarach si occupò della creazione di una scuola superiore ebraica che potesse accogliere gli oltre 400 studenti di Milano espulsi dalle scuole statali. La scuola iniziò le lezioni il 7 novembre 1938 e operò fino all'autunno del 1943.
Nell'autunno del 1941, con i primi bombardamenti di Milano, la famiglia Jarach si trasferì in una villa sul lago Maggiore tra Arona e Meina. Tre giorni dopo l'armistizio arrivò sul lago una divisione corazzata delle SS che avviò un rastrellamento degli ebrei sfollati nella zona.
Gli Jarach lasciarono all'ultimo momento la villa salendo su una barca a remi e fuggendo a Ranco, dall'altra parte del lago. Gli ebrei catturati furono tutti fucilati e i loro corpi gettati nel lago, la villa fu saccheggiata e depredata.
Dopo un breve soggiorno a Dumenza da parenti della custode della villa, si diressero a Roma dove vissero tra rischi e difficoltà e con falsa identità sotto l'occupazione nazista fino alla liberazione.
Dopo la liberazione Jarach rientrò a Milano e tornò ad occuparsi della Confindustria. Tentò anche di rientrare in possesso delle Robinetterie Italiane per le vie legali ma senza successo.